# Nöjesnytt
Nöjesnytt var ett magasin som sändes varje vardagskväll i SVT24. Programmets huvudsakliga fokus var nöjesnyheter av olika slag, såsom nyutkomna filmer, intervjuer med artister och dylikt. Programmet brukade rapportera flitigt från Melodifestivalen, med såväl intervjuer med artister som den direktsända schlagerpanelen före och efter finalprogrammet. Den 13 juni 2008 sändes det allra sista programmet av Nöjesnytt, därefter lade man ned det. Istället för Nöjesnytt flyttades redaktionen över till nöjesprogrammet Hype.